# Mevaseret Zion
Mevaseret Zion (in ebraico מְבַשֶּׂרֶת צִיּוֹן‎?) è un sobborgo di Gerusalemme con lo status amministrativo di consiglio locale. Mevaseret Zion è composto da due distinti borghi più vecchi, Maoz Zion e Mevaseret Yerushalayim, sotto la giurisdizione di un consiglio locale. I nuovi quartieri di Mevaseret Zion non facevano parte di nessuno dei due insediamenti.
Mevaseret Zion si trova su una dorsale montuosa a 750 metri sul livello del mare, alla periferia di Gerusalemme. Si trova a dieci chilometri dalla città, a cavallo di entrambi i lati dell'autostrada Gerusalemme-Tel Aviv. Nel 2017 aveva una popolazione di 24 409 abitanti, distribuiti in 15 quartieri. È la località più ricca per abitante del distretto di Gerusalemme.